# Costanza Alfieri di Sostegno
Costanza Alfieri di Sostegno (Torino, 27 gennaio 1793 – Torino, 23 aprile 1862) è stata una nobile e scrittrice italiana.

## Biografia
Sorella di Cesare, sposò nel 1814 Roberto Taparelli d'Azeglio, fratello di Luigi e del più noto Massimo, senatore del Regno di Sardegna e poi del Regno d'Italia. Da lui ebbe i figli Melania (1814) e Vittorio Emanuele (1816, pure lui senatore). 
Fu, come il marito, sostenitrice di un'apertura in senso liberale della monarchia, il che costrinse la famiglia all'esilio all'estero nei più duri anni della Restaurazione (1821-1826). Animava due piccoli salotti nei palazzi di Lagnasco e Torino, frequentati da diversi patrioti, quali Cavour e Pellico. Ha lasciato il volume Souvenirs historiques de la marquise Constance D'Azeglio, née Alfieri, tirés de sa correspondance avec son fils Emanuel, avec l'addition de quelches lettres de son mari le marquis Robert D'Azeglio, de 1835 à 1861 (postumo, 1884), una corrispondenza di circa 300 lettere tra lei e il figlio considerata una preziosa fonte storica. Nelle lettere scritte nelle estati a partire dal 1831 spesso la marchesa racconta le fasi della costruzione della sua amata residenza estiva, realizzata sulle colline di Busca, il Castello del Roccolo circondato da un ampio parco.

## Opere
- 1884 Souvenirs historiques de la marquise Constance D'Azeglio, née Alfieri, tirés de sa correspondance avec son fils Emanuel, avec l'addition de quelches lettres de son mari le marquis Robert D'Azeglio, de 1835 à 1861